# ویرپنچترم
ویرپنچترم (به انگلیسی: Veerappanchatram) یک روستا در هند است که در Erode district واقع شده‌است.

## خصوصیات
ویرپنچترم ۸۴٬۴۵۳ نفر جمعیت دارد.